# Llista de gratacels més alts dels Països Catalans

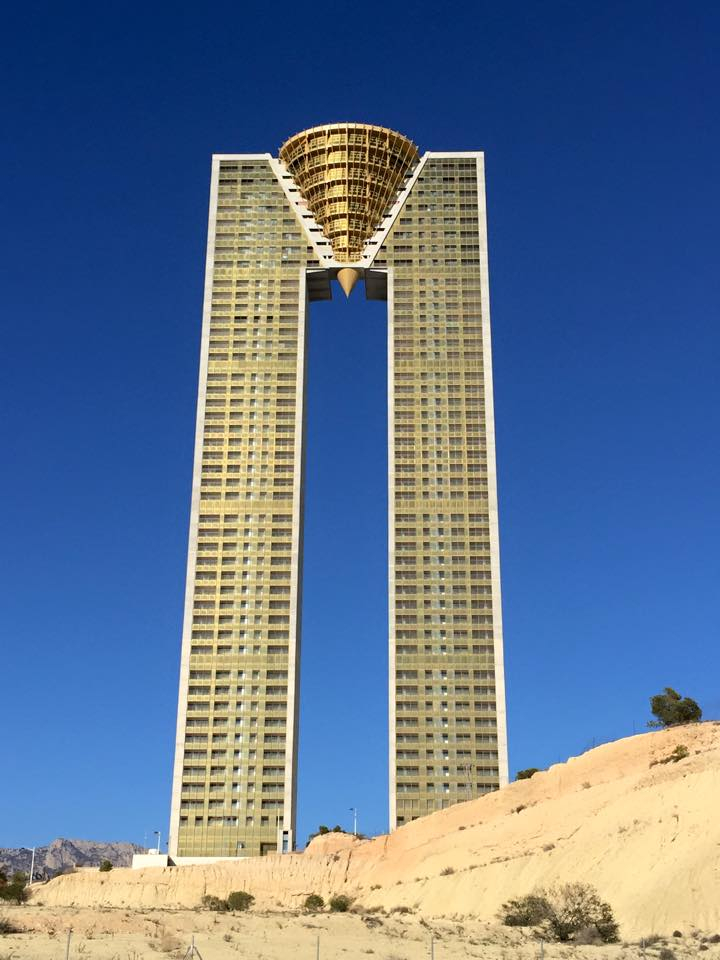
El gratacel Intempo de Benidorm és l'edifici més alt dels Països Catalans (2021).

Amb excepció de la ciutat de Benidorm, els Països Catalans no és un territori que es caracteritzi per la presència de gratacels. Els primers gratacels es van construir durant la dècada del 1970 a Barcelona. Tanmateix, l'exemple més significatiu és la ciutat de Benidorm que ha experimentat un autèntic auge en la construcció d'edificis alts (al 2021 hi compta amb 26 gratacels, comparats amb els 10 de la ciutat de Barcelona o els 7 de l'Hospitalet de Llobregat), fins a convertir-se en la ciutat amb més gratacels per habitant del món i la segona quant al nombre d'ells per metre quadrat, després de Manhattan. Amb el pas del temps s'han anat construint noves edificacions en diferents indrets fins a formar nous nuclis de gratacels com al districte de Sant Martí a Barcelona i la plaça d'Europa a l'Hospitalet de Llobregat.

## Gratacels més alts
En aquesta llista apareixen els gratacels amb una alçada de 100 m o superior.
| Posició | Nom                        | Imatge | Ciutat                    | Alçada (m) | Plantes | Any  | Ús          | Notes  |
| ------- | -------------------------- | ------ | ------------------------- | ---------- | ------- | ---- | ----------- | ------ |
| 1       | Intempo                    |        | Benidorm                  | 192        | 47      | 2016 | Residencial |        |
| 2       | Gran Hotel Bali            |        | Benidorm                  | 186        | 52      | 2002 | Hotel       | [ 1 ]  |
| 3       | Torre Lúgano               |        | Benidorm                  | 158        | 43      | 2008 | Residencial | [ 2 ]  |
| 4       | Hotel Arts                 |        | Barcelona                 | 154        | 44      | 1992 | Hotel       | [ 3 ]  |
| 4       | Torre Mapfre               |        | Barcelona                 | 154        | 40      | 1992 | Oficines    | [ 4 ]  |
| 5       | Neguri Gane                |        | Benidorm                  | 148        | 43      | 2002 | Residencial | [ 5 ]  |
| 6       | Torre Glòries              |        | Barcelona                 | 144,4      | 33      | 2004 | Oficines    | [ 6 ]  |
| 7       | Edifici Kronos             |        | Benidorm                  | 140        | 41      | 2008 | Residencial | [ 7 ]  |
| 8       | Edifici Don Jorge          |        | Benidorm                  | 124        | 36      | 2008 | Residencial | [ 8 ]  |
| 9       | Mirador del Mediterráneo   |        | Benidorm                  | 123        | 32      | 2006 | Residencial | [ 9 ]  |
| 10      | Torre Llevant              |        | Benidorm                  | 120        | 35      | 1985 | Residencial | [ 10 ] |
| 11      | Estudiotel Alacant         |        | Alacant                   | 117        | 35      | 1962 | Hotel       | [ 11 ] |
| 11      | Meliá Valencia             |        | València                  | 117        | 35      | 2006 | Hotel       | [ 12 ] |
| 12      | Costa Blanca I             |        | Benidorm                  | 116        | 36      | 1993 | Residencial | [ 13 ] |
| 13      | Habitat Sky                |        | Barcelona                 | 115,2      | 31      | 2008 | Hotel       | [ 14 ] |
| 14      | Torre de França            |        | València                  | 115        | 35      | 2002 | Residencial | [ 15 ] |
| 15      | Miragolf Playa 2           |        | Benidorm                  | 115        | 33      | 2005 | Residencial | [ 16 ] |
| 16      | Gemelos 26 Torre 1         |        | Benidorm                  | 114        | 33      | 2009 | Residencial | [ 17 ] |
| 16      | Gemelos 26 Torre 2         |        | Benidorm                  | 114        | 33      | 2009 | Residencial | [ 18 ] |
| 16      | Torres d'Oboe I            |        | Benidorm                  | 114        | 31      | 2009 | Residencial | [ 19 ] |
| 16      | Torres d'Oboe II           |        | Benidorm                  | 114        | 31      | 2009 | Residencial | [ 19 ] |
| 17      | Hotel Porta Fira           |        | L'Hospitalet de Llobregat | 112,7      | 26      | 2010 | Hotel       | [ 20 ] |
| -       | Sol de Poniente 2          |        | Benidorm                  | 112        | 33      | 2005 | Residencial | [ 21 ] |
| 27      | Torre Realia BCN           |        | L'Hospitalet de Llobregat | 111,5      | 24      | 2009 | Oficines    | [ 22 ] |
| 28      | Beni Beach                 |        | Benidorm                  | 110        | 35      | 1996 | Residencial | [ 23 ] |
| -       | Edifici Colom              |        | Barcelona                 | 110        | 28      | 1970 | Oficines    | [ 24 ] |
| -       | Diagonal Zero Zero         |        | Barcelona                 | 110        | 25      | 2011 | Oficines    | [ 25 ] |
| -       | Hotel_Princess Barcelona   |        | Barcelona                 | 109,2      | 26      | 2004 | Hotel       | [ 26 ] |
| -       | Torre Puig                 |        | L'Hospitalet de Llobregat | 109        | 22      | 2014 | Oficines    | [ 27 ] |
| 31      | Playa Azul                 |        | Benidorm                  | 105        | 34      | 2002 | Residencial | [ 28 ] |
| -       | Miragolf Playa 1           |        | Benidorm                  | 105        | 33      | 2005 | Residencial | [ 29 ] |
| -       | Torre Pinar                |        | Benidorm                  | 105        | 30      | 2004 | Residencial | [ 30 ] |
| -       | Hotel_Hesperia_Tower       |        | L'Hospitalet de Llobregat | 105        | 28      | 2006 | Hotel       | [ 31 ] |
| -       | Hotel_Catalonia_Fira       |        | L'Hospitalet de Llobregat | 105        | 26      | 2012 | Hotel       | [ 32 ] |
| -       | Residencial Islamar 2      |        | Benidorm                  | 104        | 28      | 2010 | Residencial | [ 33 ] |
| -       | Residencial Islamar 3      |        | Benidorm                  | 104        | 28      | 2010 | Residencial | [ 34 ] |
| -       | Torre Werfen               |        | L'Hospitalet de Llobregat | 103,9      | 25      | 2009 | Oficines    | [ 35 ] |
| 33      | Diagonal Mar i Cel         |        | Barcelona                 | 103,9      | 27      | 2010 | Residencial | [ 36 ] |
| -       | Torre Diagonal             |        | Barcelona                 | 104        | 27      | 2016 | Residencial | [ 37 ] |
| -       | Torre Inbisa               |        | L'Hospitalet de Llobregat | 103,9      | 25      | 2008 | Oficines    | [ 38 ] |
| 35      | Las Terrazas de Benidorm 1 |        | Benidorm                  | 101        | 30      | 2005 | Residencial | [ 39 ] |
| -       | Las Terrazas de Benidorm 2 |        | Benidorm                  | 101        | 30      | 2005 | Residencial | [ 40 ] |
| 37      | Torre Doscalas             |        | Benidorm                  | 100,4      | 32      | 2004 | Residencial | [ 41 ] |
| 38      | Gemelos 22 Torre 1         |        | Benidorm                  | 100,2      | 32      | 2003 | Residencial | [ 42 ] |
| -       | Gemelos 22 Torre 2         |        | Benidorm                  | 100,2      | 32      | 2003 | Residencial | [ 43 ] |
| -       | Hotel Torre Catalunya      |        | Barcelona                 | 100 m      | 28      | 1970 | Residencial | [ 44 ] |

## Cronologia dels edificis més alts
| Nom                | Ciutat    | Anys com el més alt | Metres | Pisos |
| ------------------ | --------- | ------------------- | ------ | ----- |
| Estudiotel Alacant | Alacant   | 1962-1985           | 117 m  | 35    |
| Torre Llevant      | Benidorm  | 1985-1992           | 120 m  | 35    |
| Hotel Arts         | Barcelona | 1992-2002           | 154 m  | 44    |
| Gran Hotel Bali    | Benidorm  | 2002-2016           | 186 m  | 52    |
| Intempo            | Benidorm  | 2016-               | 192 m  | 47    |

## Gratacel en construcció o en projecte
| Nom               | Ciutat    | Metres | Pisos | Territori     | Estat          | Any de finalització |
| ----------------- | --------- | ------ | ----- | ------------- | -------------- | ------------------- |
| Torre la Sagrera  | Barcelona | 145 m  | 34    | Catalunya     | En projecte    | -                   |
| Columbia 30       | València  | 114 m  | 30    | País Valencià | En construcció | -                   |
| Torre Parc Ademús | Burjassot | 100 m  | 30    | País Valencià | En construcció | -                   |

## Comparació
Els Països Catalans no són un territori amb molts gratacels en comparació amb d'altres països com els Estats Units, la Xina o els Emirats Àrabs Units. Algunes ciutats d'aquests països tenen més gratacels que tots els llistats aquí, fins i tot alberguen els denominats súper gratacels (+ 300 m) com Nova York, Hong Kong, Chicago, Dubai o Xangai.

### Totalment construïts amb alçada superior a 100 metres
| Lloc | Ciutat                    | Gratacel | Territori     |
| ---- | ------------------------- | -------- | ------------- |
| 1    | Benidorm                  | 26       | País Valencià |
| 3    | Barcelona                 | 10       | Catalunya     |
| 5    | L'Hospitalet de Llobregat | 7        | Catalunya     |
| =6   | València                  | 2        | País Valencià |
| =7   | Alacant                   | 1        | País Valencià |

### En construcció o per construir, a més dels actuals, superiors a 100 m
150 m és l'alçada mínima que oficialment es considera que un edifici és gratacel.
| Lloc | Ciutat    | Ras. actuals | Ras. futurs | Territori     |
| ---- | --------- | ------------ | ----------- | ------------- |
| 1    | Benidorm  | 3            | 3           | País Valencià |
| 3    | Barcelona | 2            | 2           | Catalunya     |

## Galeria

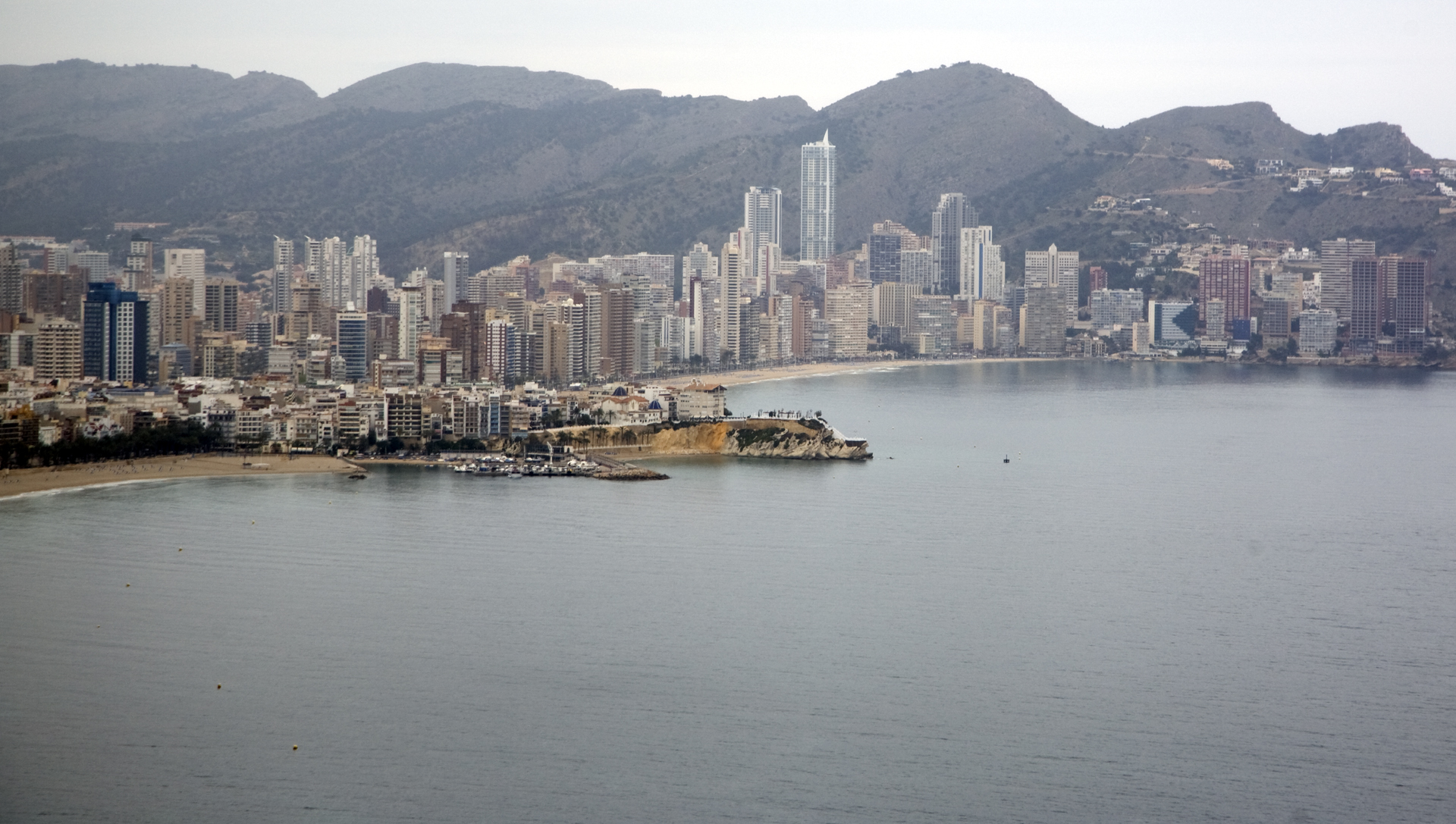
Skyline de la platja de Llevant a Benidorm.
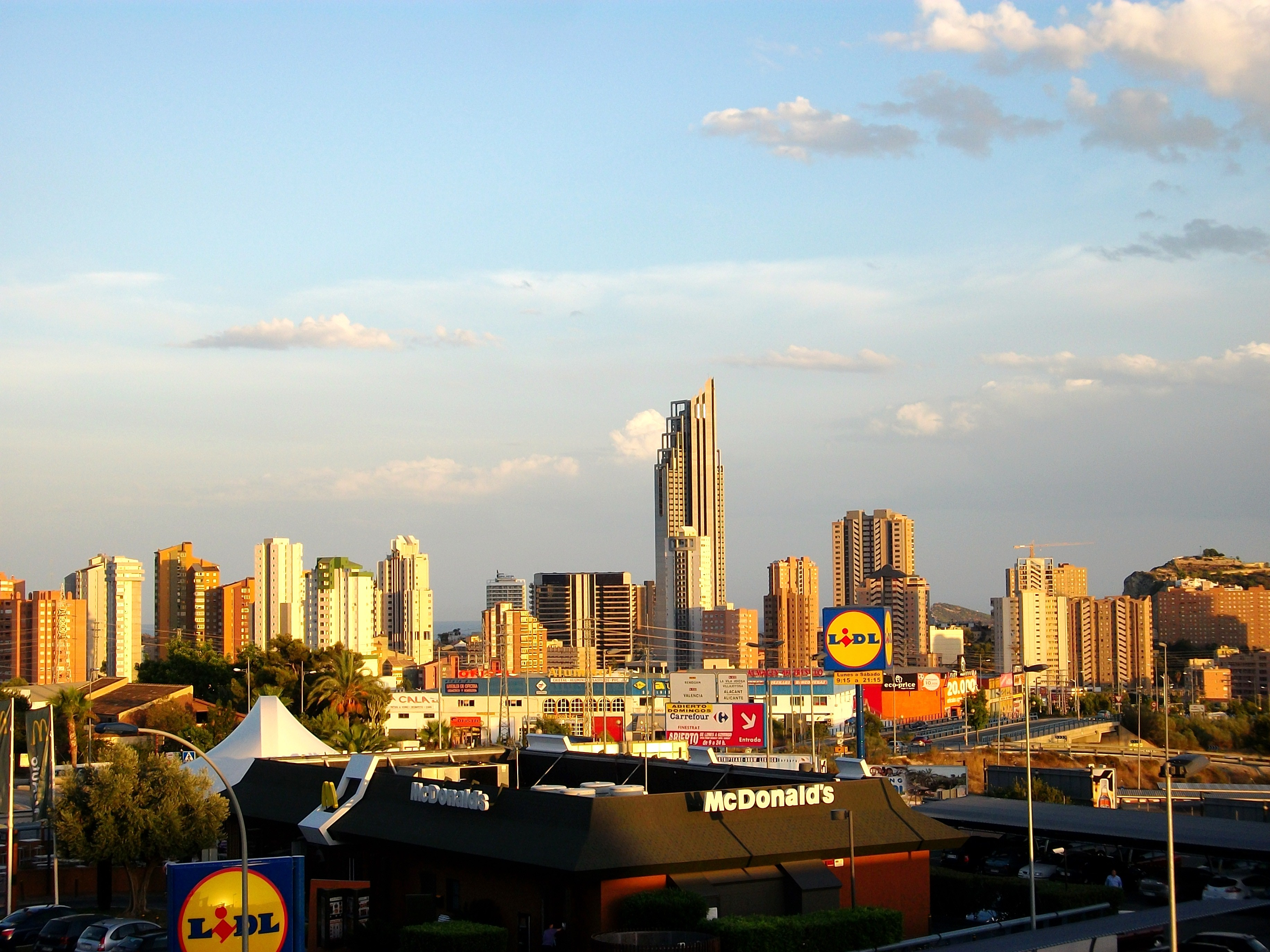
Skyline de la platja de Ponent a Benidorm.
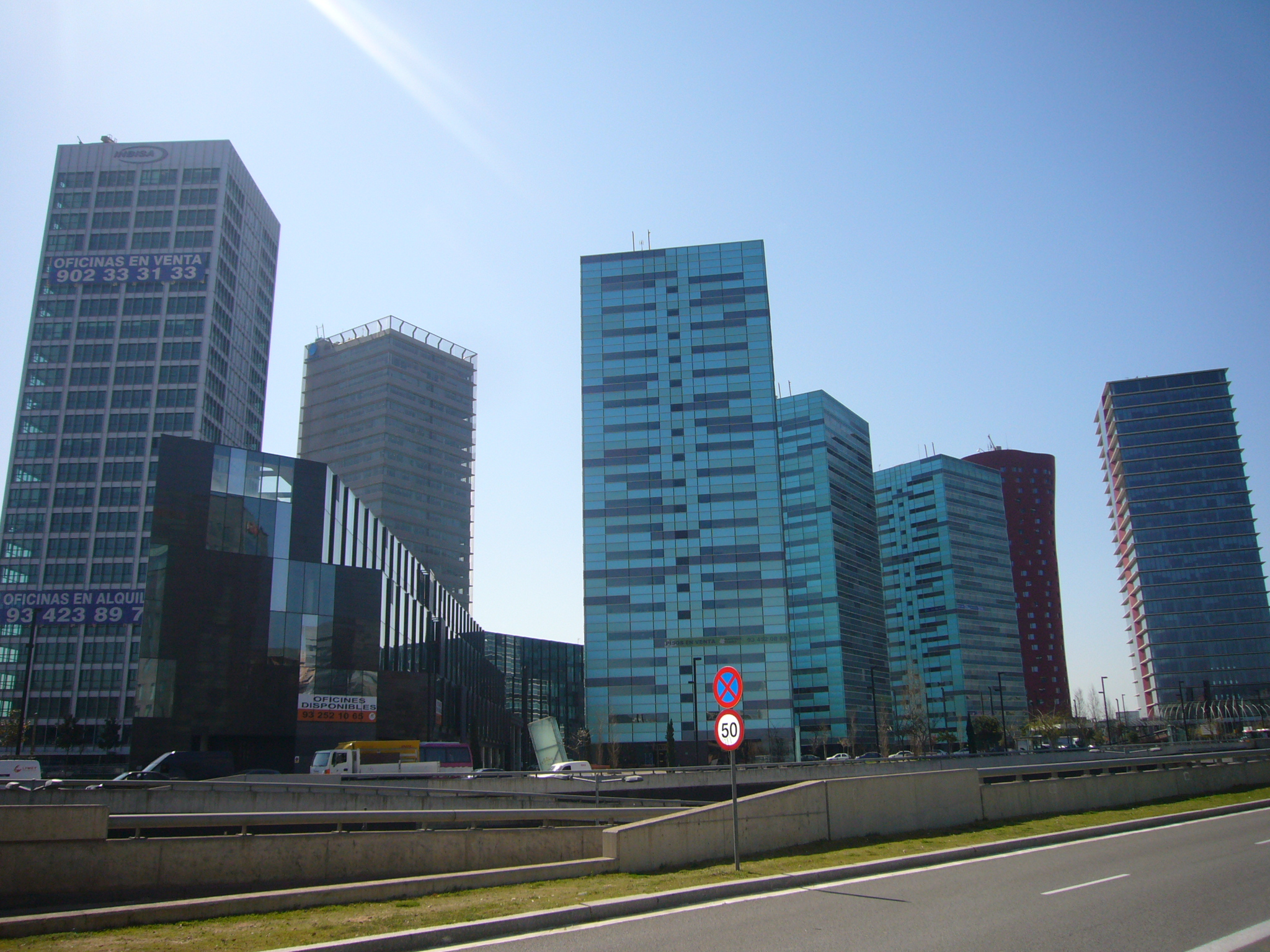
Skyline de la Plaça d'Europa a L'Hospitalet de Llobregat.
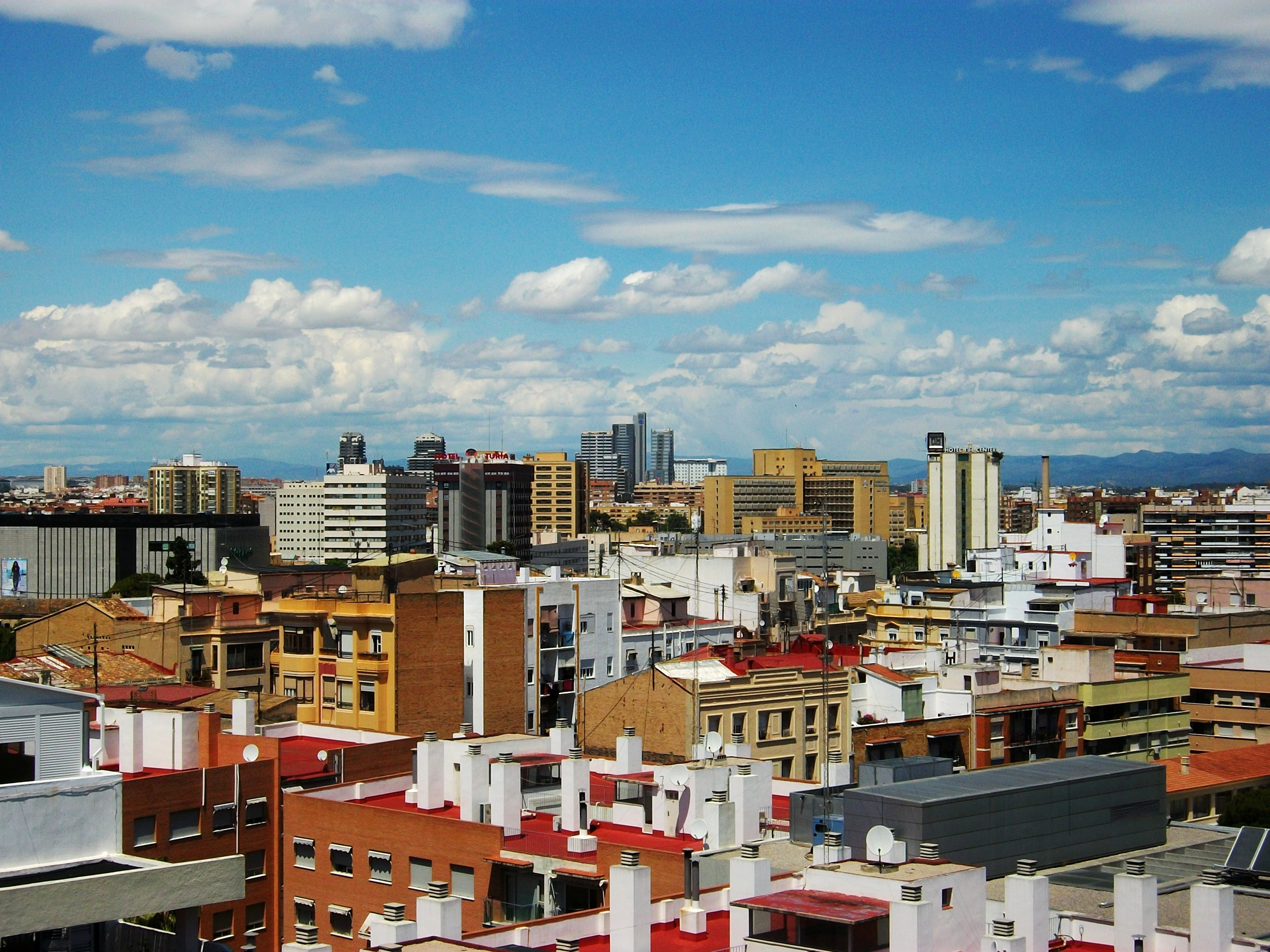
Vista general de València.